# Sharon (Vermont)
Pour les articles homonymes, voir Sharon.
La ville de Sharon est située dans le comté de Windsor, dans le Vermont, aux États-Unis. Lors du recensement de 2000, elle comptait 1 411 habitants.

## Personnalité liée à la ville
- Joseph Smith, le fondateur du mormonisme, est né à Sharon en 1805.
- Charley Parkhurst, femme conducteur de diligences.

| Royalton (Vermont) |        |  |
|                    | Sharon |  |
|                    |        |  |

## Source
- (en) Cet article est partiellement ou en totalité issu de l’article de Wikipédia en anglais intitulé « Sharon, Vermont » (voir la liste des auteurs).